# Кин, Эдмунд
Эдмунд Кин (англ. Edmund Kean, 17 марта 1787 или 1789, Лондон — 15 мая 1833, Ричмонд) — английский актёр, выдающийся представитель английского сценического романтизма.

## Биография
Родился в Вестминстере, Лондон. Сын актрисы Энн Кэри, внук Генри Кэри, автора гимна Великобритании. Отцом был, вероятно, чиновник Эдмунд Кин.
Эдмунд дебютировал на сцене в возрасте четырёх лет. Его детская жизнерадостность, сообразительность и горячая привязанность сделали его всеобщим любимцем, но жизненные трудности и отсутствие дисциплины помимо приобретения уверенности в себе и способствовали развитию своенравных наклонностей. В 1794 года несколько доброжелателей оплатили ему обучение в школе; учился он хорошо, но найдя школьные порядки невыносимыми, Кин отправился юнгой в Портсмут. Обнаружив, что морская служба оказалась ещё более ограничивающей, он так искусно притворился глухим и хромым, что обманул врачей на Мадейре.
Систематического образования не получил. По возвращении в Англию он искал защиты у своего дяди, Моисея Кина, артиста-мимика и чревовещателя, который, помимо своих пантомимических приёмов, познакомил его с творчеством Шекспира. В то же время Шарлотта Тидсуэлл, актриса, которая была особенно добра к Кину с младенчества, научила его принципам актёрского мастерства.
После смерти дяди она взяла на себя ответственность за Эдмунда, он начал систематическое изучение шекспировских персонажей, демонстрируя своеобразную оригинальность своего гения в интерпретациях, совершенно отличных от интерпретаций Джона Филипа Кембла. Талант и интересное лицо Кина заставили миссис Кларк усыновить его, но он обиделся на некоторые его характеристики и внезапно покинул её дом, вернувшись в своё прежнее окружение.
В возрасте 14 лет он получил предложение сыграть главные роли (Гамлета, Гастингса и Катона) в двадцати представлениях в театре Йорка. Вскоре после этого, когда он был в театральной труппе «Театр Ричардсона», слух о его способностях достиг Георга III, который приказал ему явиться в Виндзорский замок. Впоследствии он присоединился к цирку Сондерса, где во время исполнения конного трюка упал и сломал обе ноги — следы этого несчастного случая на его ступнях остались на всю жизнь. Примерно в это время он занимался музыкой у Чарльза Инкледона, изучал танцы у Д’Эгвилля и фехтование у Анджело.
В исполнении шекспировских ролей соперничал с Д. Ф. Кемблом. В 1807 году играл ведущие роли в театре Белфаста с Сарой Сиддонс, которая начала с того, что назвала его «ужасным маленьким человеком», а по мере дальнейшего знакомства с его способностями говорила, что он «играл очень, очень хорошо», но что этого «тоже было мало, чтобы стать великим актёром».
В 1808 году Кин присоединился к провинциальной труппе Сэмюэля Батлера.
17 июля 1808 года женился на Мэри Чемберс из Уотерфорда, ведущей актрисе. Жена родила двоих сыновей, одним из которых стал известным актёром Чарльзом Кином (1811—1868).
В течение нескольких лет Кин имел очень мало работы, сильно нуждался, старший сын Кина умер из-за неоказания медицинской помощи. С 1814 года Кин выступал на сцене лондонского театра Друри-Лейн, дебютировал в роли Шейлока в «Венецианском купце» Шекспира. Возвращение к зрителю так взволновало его, что он воскликнул: «Если мне это удастся, я сойду с ума». Успех был настолько велик, что сам Кин сказал: «Я не чувствовал сцены под собой».
В 1817 году Кин вступил в конфликт с драматургом Чарльзом Баком, представившим к постановке свою пьесу «Итальянцы», в которой Кин предполагался на главную роль. Пьеса была хорошо принята как советом, так и актёрами театра, но Кину показалось, что роль недостаточно хороша для него. Кин изо всех сил попытался испортить премьеру в Швейцарии, и Бак снял пьесу из презрения к поведению Кина. После долгих уговоров со стороны сотрудников театра, Бак позже переиздал пьесу с предисловием, касающимся этого инцидента, включая отрывки из переписки между вовлеченными сторонами. Результатом стала потеря лица с обеих сторон, и спектакль, который все равно состоялся 3 апреля 1819 года, получил ужасный прием из-за разногласий вокруг пьесы и предыдущего поведения Кина.
29 ноября 1820 года Кин впервые появился в Нью-Йорке в роли Ричарда III в театре Энтони-Стрит. Успех его визита в Америку был однозначным, хотя он и попал в неприятный спор с прессой. Впоследствии Кин гастролировал в Нью-Йорке в 1825—1826 годах.
Кин восстановил трагический финал шекспировского «Короля Лира», который с 1681 года был заменен Наумом Тейтом на счастливый конец («История короля Лира»). Кин ранее играл Лира по Тейту, но сказал своей жене, что лондонская публика «понятия не имеет, что я могу сделать, пока они не увидят меня над трупом Корделии». Кин сыграл свой трагический вариант несколько раз, они не были поняты, хотя один критик описал сцену смерти как «глубоко тронувшую» его, и Кин с сожалением вернулся к интерпретации Тейта.
Образ жизни Кина стал препятствием для его карьеры. Он имел неприятности из-за его отношений с Шарлоттой Кокс, женой лондонского городского олдермена. Был судим, подвергался нападкам «Таймс», его освистали и забросали с фруктами, когда он снова появился на сцене Друри-лейн.
Его второй визит в Америку в 1825 году во многом был повторением преследований, которым он подвергся в Англии. Некоторые города явили ему дух милосердия; но многие зрители подвергали его оскорблениям и даже насилию. В Квебеке он был очень впечатлён добротой некоторых индейцев-гуронов, которые присутствовали на его представлениях, он якобы стал почётным вождем племени, получив имя Alanienouidet. Последний раз Кин появился в Нью-Йорке 5 декабря 1826 года в спектакле «Ричард III», роль, в которой его впервые увидели в Америке.
Он вернулся в Англию и в конечном итоге был встречен с благосклонностью, но к тому времени он настолько зависел от употребления допингов, что постепенное ухудшение его способностей было неизбежным. Тем не менее, иногда в моменты вдохновения он торжествовал над полным упадком своих физических способностей. Его выступление в Париже оказалось неудачным из-за алкогольного припадка.
Последнее выступление Кина состоялось 15 марта 1833 в Ковент-Гарден: он играл Отелло, в роли Яго выступал его сын Чарлз. При словах «Злодей, будь уверен» в 3-й сцене 3-го акта он внезапно неуверенным голосом крикнул: «О Боже, я умираю. Поговори с ними, Чарльз», и, потеряв сознание, упал в объятия своего сына.
Он умер в Суррее в 1833 году. Его последними словами якобы были «умирать легко; комедия — тяжело».
Он похоронен в приходской церкви Всех Святых в деревне Катерингтон, графство Хэмпшир. В приходской церкви есть мемориальная доска на полу, отмечающая его могилу, и настенная доска, первоначально установленная снаружи, но перенесенная внутрь и в значительной степени восстановленная во время реставрационных работ в 1904 году.
Стиль игры Кина оказал влияние на многих актёров, таких, как американец Эдвин Форрест.

## Образ Кина в искусстве
Пьесу «Кин, или Гений и беспутство» написал Александр Дюма (1836), в ней блистал Фредерик Леметр. В XX веке пьеса переработана Сартром; в 1956 году этот вариант экранизирован (ит.) Франческо Рози с Витторио Гассманом в главной роли, а в 1987-м её поставил Робер Оссейн в парижском театре Мариньи, в заглавной роли выступил Жан-Поль Бельмондо. О жизни Кина снято ещё несколько фильмов в разных странах мира: Рудольфом Бибрахом с Алессандро Моисси (1921), Александром Волковым с Иваном Мозжухиным (фр., 1924) и других. По мотивам пьесы Дюма итальянский композитор Марио Дзафред написал оперу «Кин» (1981).
В России пьесу о Кине по мотивам драмы Дюма написал Григорий Горин (1991).

## Мемуары
- Phippen F. Authentic memoirs of Edmund Kean, containing a specimen of his talent at composition. London: Printed for J. Roach, 1814